# Xerez Club Deportivo
O Xerez Club Deportivo é um clube de futebol espanhol da cidade de Jerez de la Frontera, na comunidade autônoma da Andaluzia. Fundada em 24 de setembro de 1947, joga em Primera Andaluza, com partidas em casa no Estadio Municipal de Chapín, com uma capacidade total de 20.742 lugares. As cores da equipe são geralmente camisa azul e meias e calções brancos.
A equipe participou na temporada 2009/2010, pela primeira vez em sua história, da 1ª divisão do campeonato espanhol (La Liga).
A origem do nome da equipe vem do antigo nome da cidade Xerez de la Frontera. O clube foi fundado por o inglês Sir Thomas Spencer nos primeiros ano do século XX, com o nome de Jerez Fútbal Club. Mas em 1949, o clube foi refundado como Xerez C. D. devido a os problemas econômicos da time nestes anos.

## História
Devido à ligação entre Jerez de la Frontera e o Reino Unido criado pelas exportações de xerez ( Jerez em espanhol ), o futebol teve o seu início na região em direção à segunda metade do século XIX. No início do século XX, Sir Thomas Spencer, que trabalhou com a vinícola William & Humbert , fundou o Sociedad Jerez Foot-Ball Club - ele também atuou como presidente, jogador e capitão.
De 1942 a 1947 o clube teve vários nomes, terminando com o Jerez Club Deportivo , que foi alterado para o nome atual na década de 1960. Xerez chegou pela primeira vez à segunda divisão em 1953-54, permanecendo lá por cinco anos; anteriormente, na década de 1940, a equipe havia promovido em campo, mas, devido ao "alto interesse nacional" do governo ditatorial , deixou sua posição na Espanha de Tánger .
O novo estádio da equipe, o Estadio Municipal de Chapín , foi inaugurado em 10 de julho de 1988, substituindo o antigo Estádio Domecq - a primeira partida foi um amistoso contra o Real Madrid . Depois de décadas nessa categoria e também na terceira , teve uma campanha de segundo nível de 2001-2002, que quase resultou em uma histórica promoção da La Liga , apenas um ano depois de fazer a mesma coisa ; O clube parecia certo para ganhar promoção durante toda a temporada, mas no final falhou após uma dramática perda de forma para o seu encerramento, ganhando apenas quatro pontos nos últimos oito jogos.
Desde então, Xerez terminou no top 10 na divisão dois em cada campanha, exceto na temporada 2007-08, quando um início fraco levou a um 15º lugar. A campanha seguinte mostrou-se excelente, já que o clube estava sempre nas primeiras colocações: em 13 de junho de 2009, depois de vencer o SD Huesca por 2 a 1 em casa, alcançou a primeira divisão em sua história. No último dia da competição, um empate no Celta de Vigo foi suficiente para o título, com o CD Tenerife perdendo por 1 a 2 para o CD Castellón no último minuto.
A primeira temporada de Xerez na primeira divisão seria curta, pois terminou em rebaixamento. Depois de somar apenas sete pontos nos primeiros 19 jogos - o que levou ao saque do técnico José Ángel Ziganda - o clube acumulou 27 nos 19 restantes com Néstor Gorosito como mandante, mas não o suficiente para evitar a queda como último (o clube, no entanto, teve chances de ficar até a rodada final, um empate 1-1 no CA Osasuna ).
Xerez ficou em oitavo e quarto lugar nas duas temporadas seguintes, respectivamente. A campanha de 2012-2013 , no entanto, foi desastrosa em todos os níveis, pois a equipe terminou em 22º e última posição como conseqüência direta de suportar sérias dificuldades financeiras por vários anos, e a situação culminou com o clube sendo relegado para a quarta divisão em 1 de agosto.
Após a temporada dos Xerez, um grupo de adeptos criou um novo clube nas ligas inferiores, chamado Xerez Deportivo FC, devido aos problemas institucionais do clube. Enquanto este último foi promovido a Primera Provincial , o primeiro foi novamente relegado, desta vez para Primera Andaluza, até maio de 2017, quando Xerez voltou para a Terceira Divisão.

## Jogadores e treinadores notáveis
| Jogadores espanhóis - Antoñito - Gerard Autet - Aythami - Mario Bermejo - Chema - José Mari - Jesús Mendoza - Momo - Vicente Moreno - Pedro Ríos - Emilio Viqueira | Jogadores estrangeiros - Fabián Orellana - Stéphane Porato - Sidi Yaya Keita - Bartolomeu Ogbeche Treinadores - Néstor Gorosito - Bernd Schuster - Carlos Orúe - Manuel Ruiz - Esteban Vigo |

## Títulos
- Campeonato Espanhol - 2ª Divisão : 2008–09
- Campeonato Espanhol - 3ª Divisão : 1981–82 , 1985–86
- Campeonato Espanhol - 4ª Divisão : 1952–53, 1959–60, 1964–1965, 1966–1967, 1970–1971